# Batrochoglanis raninus
Batrochoglanis raninus är en fiskart som först beskrevs av Valenciennes, 1840.  Batrochoglanis raninus ingår i släktet Batrochoglanis och familjen Pseudopimelodidae. Inga underarter finns listade.